# Георгиевский погост (Тверская область)
Храмовый комплекс погоста Георгиевский у деревни Новгородка — комплекс архитектурных и исторических памятников, расположенный у деревни Новгородка Спировского района Тверской области. Включает две церкви: Георгиевскую каменную церковь (построена в 1860 г.) и Ильинскую (построена в 1872 г.); ограду с воротами, исторический некрополь.

## История погоста
Первое упоминание погоста относится в 1620-м гг. Погост с селом Бирючево располагался на дворцовых землях. В 1660-х гг. территория была заселена «корелянами» — выходцами с территории Приладожской Карелии. Карельское население преобладало на территории прихода Георгиевского погоста до середины XX в. В 1880-х гг. в приходе было 15 деревень, 372 двора, 1203 мужчины и 1217 женщин, все карелы.

## Архитектура комплекса
До середины XIX в. на погосте находились деревянные Георгиевские храмы. Начало строительства Георгиевской каменной церкви относится к 1650 г., завершение строительства — к 1860 г.
Храм построен в русском стиле в элементами классицизма. Храм пятиглавый, в 2000-х гг. одна глава утрачена в ходе ремонта кровли.
Внутри сохранились остатки росписи стен по мотивам фресок В. И. Васнецова. Имеются также изображения Михаила Тверского, Бориса и Глеба, Нила Столобенского. Частично сохранился иконостас.
Вторая каменная церковь построена в 1872 г. Имеет два престола: Св. Ильи и святого благоверного князя Александра Невского.
Вокруг храмового комплекса и некрополя сохранилась ограда с воротами. Арка ворот с кокошникообразным завершением выстроена из кирпича. На воротах установлены информационные таблички, кратко характеризующие историю погоста. Ограда выполнена из чугунной решетки и кирпичных столбов. С юга сохранилась валунная ограда высотой до 1 м.
В 2000-х гг. проводился ремонт, оставшийся незавершенным.
По состоянию на 2020 год храмы не действуют и продолжают разрушаться.

## Исторический некрополь

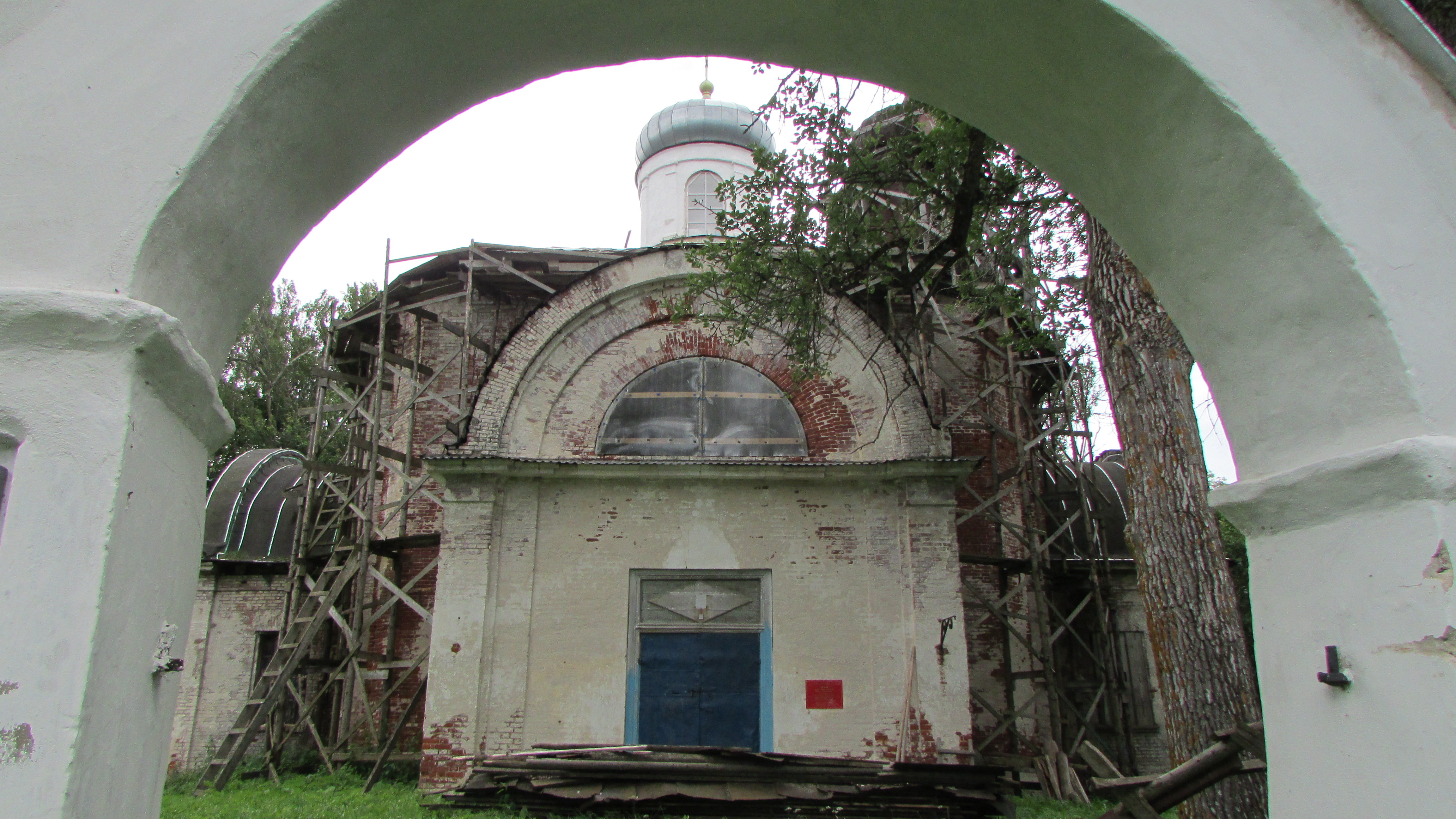

В комплекс погоста входит обширный исторический некрополь с захоронениями XIX—XXI вв.
Сохранились каменные и металлические надгробные памятники семей Лопаковых, Ершовых, Королевых.

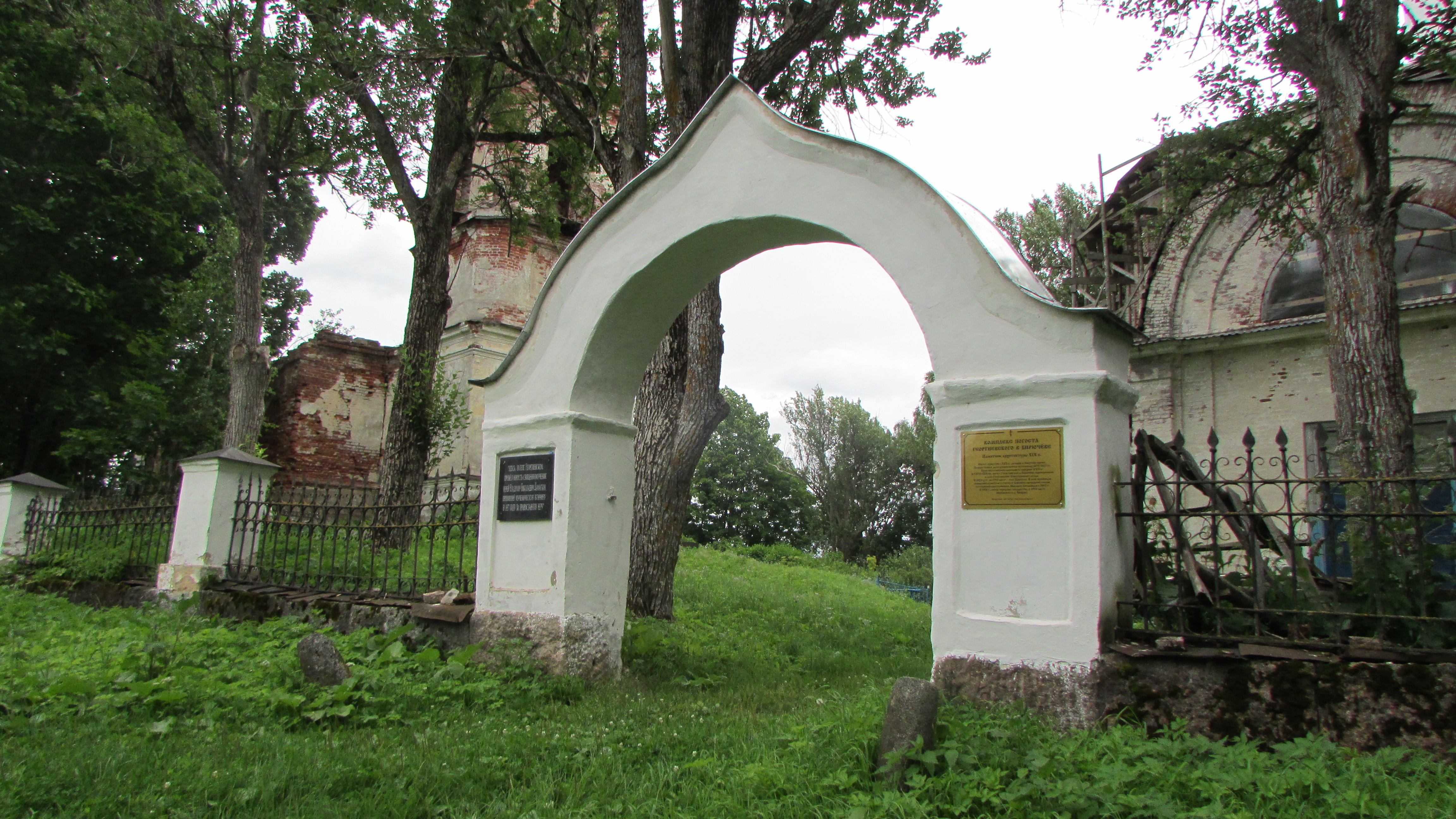